# Kanton Saugues
Kanton Saugues (fr. Canton de Saugues) je francouzský kanton v departementu Haute-Loire v regionu Auvergne. Tvoří ho 14 obcí. Od 1. ledna 2007 byly obce tohoto kantonu (kromě Alleyras) administrativně přesunuty z arrondissementu Le Puy-en-Velay do arrondissementu Brioude.

## Obce kantonu
- Alleyras (část)
- Chanaleilles
- Croisances
- Cubelles
- Esplantas
- Grèzes
- Monistrol-d'Allier
- Saint-Christophe-d'Allier
- Saint-Préjet-d'Allier
- Saint-Vénérand
- Saugues
- Thoras
- Vazeilles-près-Saugues
- Venteuges